# Алфонсо Тиле
Алфонсо Тиле (на италиански: Alfonso Thiele) е бивш пилот от Формула 1. Роден на 5 април 1920 г. в Истанбул, Турция.

## Формула 1
Алфонсо Тиле прави своя дебют във Формула 1 в Голямата награда на Италия през 1960 г. В световния шампионат записва 1 състезания като не успява да спечели точки, състезава се с частен Купър.